# 圣域2：堕落天使
《圣域2：堕落天使》是圣域系列的第二部作品。它是《圣域》的前传，剧情发生在《圣域》的2000年前。该游戏采用了新引擎，采用正确透视的3D渲染，同时保留旧作中的视角。游戏设计师鲍勃·盖茨参与了制作，力量金属乐队Blind Guardian(盲目守护者\盲卫士)演唱了主题曲并制作了一个视频。
Windows版在2008年年末发行，游戏主机版则迟至2009年才发行。一个名为《冰与血》的资料片于10月2日放出，只面向欧洲电脑玩家发行。
现在Ascaron公司已被合并，星空娱动已倒闭。